# Ferriday
Ferriday és una població dels Estats Units a l'estat de Louisiana. Segons el cens del 2000 tenia 3.723 habitants.

## Demografia
Segons el cens del 2000, Ferriday tenia 3.723 habitants, 1.350 habitatges, i 918 famílies. La densitat de població era de 855,6 habitants/km².
Dels 1.350 habitatges en un 34% hi vivien nens de menys de 18 anys, en un 30,7% hi vivien parelles casades, en un 33,8% dones solteres, i en un 32% no eren unitats familiars. En el 29,3% dels habitatges hi vivien persones soles el 13,4% de les quals corresponia a persones de 65 anys o més que vivien soles. El nombre mitjà de persones vivint en cada habitatge era de 2,62 i el nombre mitjà de persones que vivien en cada família era de 3,27.
Per edats la població es repartia de la següent manera: un 32% tenia menys de 18 anys, un 9,6% entre 18 i 24, un 22,2% entre 25 i 44, un 18,6% de 45 a 60 i un 17,5% 65 anys o més.
L'edat mediana era de 34 anys. Per cada 100 dones de 18 o més anys hi havia 68,2 homes.
La renda mediana per habitatge era de 14.732 $ i la renda mediana per família de 18.636 $. Els homes tenien una renda mediana de 23.654 $ mentre que les dones 16.725 $. La renda per capita de la població era de 8.767 $. Entorn del 40,7% de les famílies i el 47,4% de la població estaven per davall del llindar de pobresa.

## Poblacions més properes
El següent diagrama mostra les poblacions més properes.